# Katyusa (fegyver)

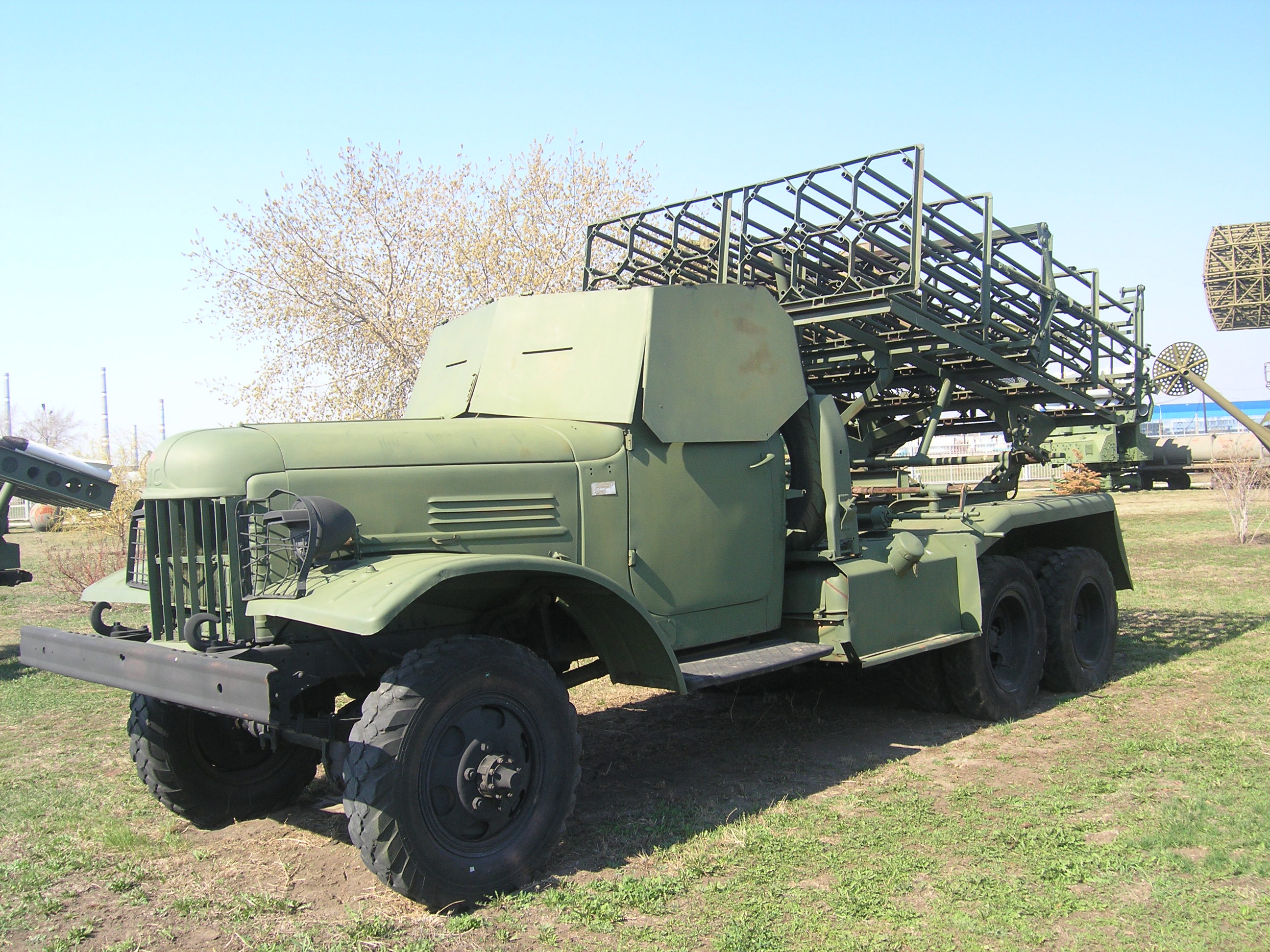
Az 1942-ben hadrendbe állított 300 mm-es BM-31-12 tipusjelű katyusa az «Андрюша»

A katyusa (oroszul: Катюша) a második világháború során kifejlesztett és nagy tömegben használt szovjet rakéta-sorozatvetők közismert elnevezése. A köznyelv – típustól és gyártótól függetlenül – a rakéta-sorozatvető fegyverekre napjainkban is elterjedten használja a katyusa elnevezést. Elterjedt még a "Sztálin-orgona" elnevezés is.

## Története
A Szovjetunióban a reaktív lövedékek kifejlesztését Nyikolaj Tyihomirovnak és Vlagyimir Artyemjevnek az 1920-as évek elején a füst nélküli lőporral hajtott rakétákkal végzett kísérletei és fejlesztései alapozták meg. Az ő munkásságukat folytatva Borisz Petropavlovszkij Georgij Langemak, Jevgenyij Petrov és Ivan Klejmjonov részvételével a Tüzér Főcsoportfőnökség (GAU) felügyelete alá tartozó leningrádi Gázdinamikai Laboratóriumban 1929–1933 között fejlesztett ki többféle méretű szárazföldi és légi indítású reaktív lövedéket is. A nem irányított rakétafegyverek fejlesztése a Gázdinamikai Laboratórium és a GIRD 1933-as összevonásával létrehozott Rakétakutató Intézetben (RNII) folytatódott Georgij Langemak irányításával. Az RNII-nél kifejlesztett repülőgép-fedélzeti nem irányított rakétát 1937–1938 folyamán rendszeresítették a szovjet légierőnél RSZ–82 típusjelzéssel. A rakétát 1939-ben a halhin-goli csatában is bevetették.
1938–1941 között az RNII-ben több indítósínes szárazföldi indítóberendezéssel is kísérleteztek, amelyhez az RSZ–82-es rakétán alapuló 132 mm-es M–13 rakétát használták. A teherautó alvázra telepített rakéta-sorozatvetővel 1941 márciusában sikeresen végrehajtották a lőtéri teszteket, majd BM–13 jelzéssel rendszeresítették a Vörös Hadseregben. Az elkészült 24 sínes prototípusból módosított M–132 rakétákat terveztek kilőni, azonban a tartószerkezet hibája miatt kis híján súlyos baleset következett be. Az áttervezett tartószerkezet szintén gyengének bizonyult a rakéták kilövése közben. V. N. Galkovszij vezetésével mind a sínrendszert, mind pedig az alvázat áttervezték ZiSZ–5 teherautóra. A munkálatokkal 1939 augusztusára végeztek és a járművet BM–13 (jelentése: 13-as számú harcjármű) jelzéssel látták el. Különböző rakétákkal átfogó kísérleteket folytattak le, míg végül a BM–13–16 típust fogadták el. E típusból a háború kezdetéig mindössze 40 darab készült el, 1941. június 21-én rendelte el Sztálin a BM–13-asok hadrendbe állítását.
Az első harci bevetés helyszíneként a források Orsa városát jelölik meg 1941. július 14-én 12 óra 12 perckor. A támadás során 112 csőből lőttek ki rakétákat az ellenfélre. 1942 után 300 mm-es rakétákat is kezdtek gyártani, amelyeket elsősorban erődített helyek ellen kívántak felhasználni, sikerrel. Egyidejűleg beszüntették a kisebb 82 mm-es rakétákat kilövő BM–8-asok gyártását is. 1944 decemberéig több mint 6000 darab BM–13-ast és hozzájuk 10−12 millió rakétát gyártottak.

## Jellemzése
Az indítóállványra kézzel felhelyezett rakétákat a kezelő a vezetőállásról vagy vezetékes távkapcsoló segítségével távolabbról indítja. Az indítóállványra szerelt összes rakéta elektromos úton indítható (köznyelven: kilőhető) 7-10 másodperc alatt. A korabeli rakéták semmilyen pályahelyesbítő szerkezetet (pl. elektronika) nem tartalmaztak, mivel elsősorban egy adott terület robbanásokkal való elárasztására, letarolására készültek. A korabeli kísérletek során az 5500 méterre lévő célpont körül kb. 1,5 kilométeres körön belül csapódtak be a rakéták—ami meglehetősen durva célzás a tüzérségi lövegekhez képest.
A meredek szögben becsapódó rakéták robbanófejei szilánkokkal, repeszdarabokkal borították be a területet. Az ismételt kísérletek azt eredményezték, hogy az említett 1,5 kilométeres szórási területen belül gyakorlatilag alig maradt olyan négyzetméter, ahová szilánk, repeszdarab ne hullott volna. Egy üteg támadása 7–10 másodperc alatt 4,35 tonna robbanóanyagot szórt ki és robbantott fel ezen a területen, ami 72 tüzérségi löveg egyidejű támadásának felelt meg. Mindezek ismeretében érthető a megtámadottak halálfélelme, hiszen egy ilyen támadás elől nem volt hová elbújni vagy menekülni.

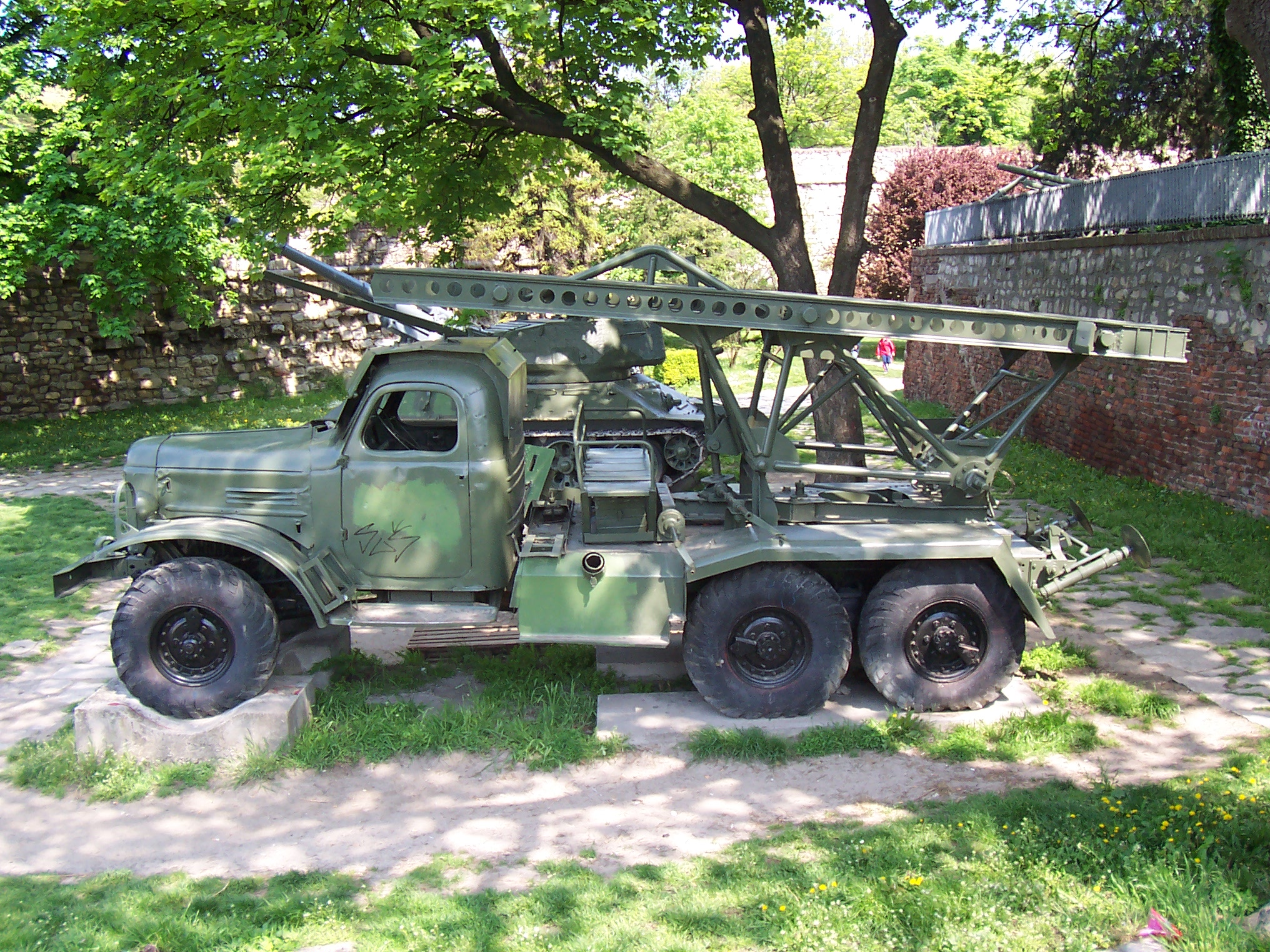
ZiL–157-es alvázra épített BM-13-as Belgrádban kiállítva

Ráadásul a fegyver gyártásához nem kellett speciális gyártómű és bonyolult eljárás, szemben a tüzérségi lövegekkel. 

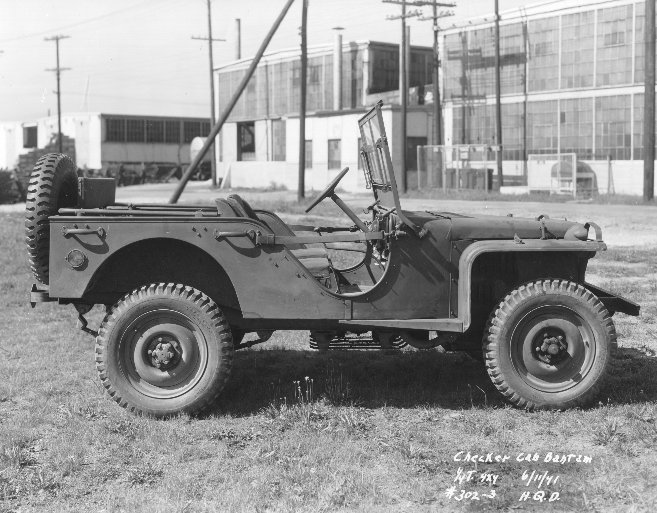
Amerikai Bantam 40 BRC tipusú jeepre is szerelték az első BM-8 katyusákat

Olcsón, egyszerű üzemekben is gyártható volt, és számos változata létezett, mint például az amerikai Lend-Lease Act keretében a Szovjetunióba szállított 51 503 db Bantam jeep terepjárókra szerelhető BM-8-tól az 1942-ben hadrendbe állított 300 mm-es BM–31-ig, amely az Andrjusa becenevet kapta. A kísérleti példányokon nem volt állítási lehetőség, de a hadrendbe állított járműveket a vezetőfülke mögötti kézikerék meghajtású (autóemelőhöz hasonló) csavarorsókkal lehetett függőleges és vízszintes irányban célra állítani. A hidraulikus mozgatás csak a második világháború után vált általánossá.

## Változatok a második világháborúban
A fegyvernek már a második világháborúban sem volt egységes külalakja, vagy típusa. Gyakorlatilag mindenféle szállítójárműre, még zsákmányolt eszközökre is felszerelték. A csövek illetve sínek száma a jármű nagyságától és teherbírásától függött. A legfontosabb Katyusa változatok:
| Kaliber (mm) | Indító csövek/sínek száma (db) | Rendszer típusjelzése | Alváz (hordozójármű) |
| ------------ | ------------------------------ | --------------------- | --- |
| 82           | 1                              | BM–8                  | Alkalmi jármű, vontatott pótkocsi vagy szán |
| 82           | 6                              | M–8–6                 | Vontatott pótkocsi vagy szán |
| 82           | 8                              | BM–8–8                | Willys MB Jeep |
| 82           | 12                             | M–8–12                | Vontatott pótkocsi vagy szán |
| 82           | 16                             | 16–M–8                | Hadihajók |
| 82           | 24                             | BM–8–24               | T–40 és T–60 könnyű harckocsik |
| 82           | 24                             | 24–M–8                | hadihajók (csak terv) |
| 82           | 36                             | BM–8–36               | ZiSZ–5, ZiSZ–6 |
| 82           | 40                             | BM–8–40               | GAZ–AA tehergépkocsi és vontatott pótkocsi |
| 82           | 48                             | BM–8–48               | ZiSZ-6, Studebaker US6 U3, sínes indítás |
| 82           | 72                             | BM–8–72               | Indítósínek |
| 132          | 24                             | BM–13                 | ZiSZ–6 tehergépkocsi, vontatott pótkocsi vagy szán |
| 132          | 6                              | 6–M–13                | Hadihajók |
| 132          | 16                             | BM–13–16              | K7, M-5-5-318, Fordson WO8T, Ford/Marmon-Herrington HH6-COE4, Chevrolet G-7117, Studebaker US6 U3, GMC CCKW-352M-13 ts SZTZ–5 ípusú járművek, indító sínekkel |
| 300          | 4                              | M–20–4                | vontatott pótkocsi |
| 300          | 4                              | M–30–4                | vontatott pótkocsi |
| 300          | 8                              | M–31–8                | vontatott pótkocsi |
| 300          | 12                             | BM–31–12              | Studebaker US6 U3 |

A felsorolt típusokon kívül valószínűleg még jó néhány típus létezett, azonban működési elvük megegyezett. A legnagyobb számban gyártott változat a BM-13-as volt 16 darab indítósínnel, melyből a háború végéig több, mint 10 000 darabot állítottak hadrendbe, hozzájuk mintegy 12 millió rakéta készült.

## Rakétatípusok
A második világháború során a következő típusú rakétákat használták:
| Típusnév | Kaliber (mm) | Maximális hatótávolság (m) | Robbanótöltet tömege (kg) |
| -------- | ------------ | -------------------------- | ------------------------- |
| M–8      | 82           | 5900                       | 0,4                       |
| M–13     | 132          | 8740                       | 4,9                       |
| M–13DD   | 132          | 11,800                     | 4,9                       |
| M–13UK   | 132          | 7900                       | 4,9                       |
| M–20     | 132          | 5050                       | 18,4                      |
| M–30     | 300          | 2800                       | 28,9                      |
| M–31     | 300          | 4325                       | 28,9                      |
| M–31UK   | 300          | 4000                       | 28,9                      |

## Háború utáni változatok
A második világháború lezárásával a Katyusák fejlesztése és használata nem zárult le, sőt a hidegháborús időben fokozott lendületet kapott. A vezetősíneket huzagolt csövekre cserélték, amely forgást biztosított a rakétának. A későbbiekben egy, a kilövéskor automatikusan letekeredő acélhuzal kb. 4000-es percenkénti fordulatra gyorsította fel a rakétában lévő röpsúlyos stabilizátort (giroszkóp), majd a technika fejlődésével ellátták pályamódosító és a célt érzékelő, befogó elektronikával is. A korábbi elárasztásos, letarolásos technikát kiegészítette az egyes lövések lehetősége is.

## Hasonló fegyverek a második világháborúban

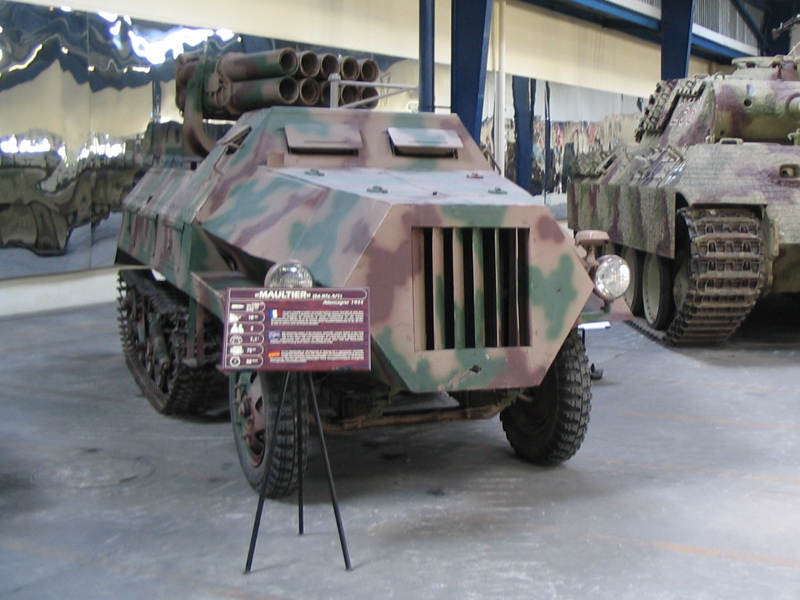
Panzerwerfer

- Nebelwerfer: A németek által használt, hatcsövű vontatott rakétavető, amelyet a tüzérségi lövegekhez hasonlóan használtak. Nagy hátránya volt az, hogy a lövés esetén a rakéták jól látható füstcsíkot húztak maguk után. A füstcsík hosszan elnyúló vonala nyomán nagyon könnyű volt a löveg helyét beazonosítani és megsemmisítő csapást mérni rá.
- Panzerwerfer: A Nebelwerfer hiányosságait igyekeztek megszüntetni azzal, hogy páncélozott járműre szerelték. 1943 és 1945 márciusa között gyártották, mindössze 300 körüli darabszám készült belőle, így a háború kimenetelét nem tudta érdemben befolyásolni.